# Lista de telenovelas da Radio Caracas Televisión (RCTV)
A seguir está uma lista de telenovelas produzidas pela Radio Caracas Televisión.

## Década de 1970
| Ano  | Título               | Autor | Ref. |
| ---- | -------------------- | ----- | ---- |
| 1970 | Cristina             |       |      |
| 1970 | Isabelita            |       |      |
| 1970 | Italiana             |       |      |
| 1970 | La virgen ciega      |       |      |
| 1970 | María                |       |      |
| 1970 | Pasiones de juventud |       |      |
| 1971 | Bárbara              |       |      |
| 1971 | El secreto           |       |      |
| 1971 | La usurpadora        |       |      |
| 1971 | Regina Carbonell     |       |      |
| 1971 | Estefania            |       |      |

## Década de 1980
| Ano  | Título                          | Autor                              | Ref.  |
| ---- | ------------------------------- | ---------------------------------- | ----- |
| 1980 | Cláudia                         |                                    |       |
| 1980 | Drama de amor en el bloque seis |                                    |       |
| 1980 | El esposo de Anaís              |                                    |       |
| 1980 | Gómez I                         |                                    |       |
| 1980 | Marielena                       |                                    |       |
| 1980 | Mi hijo Gabriel                 |                                    |       |
| 1980 | Muñequita                       |                                    |       |
| 1980 | Natalia de 8 a 9                |                                    |       |
| 1980 | Pensión Amalia                  |                                    |       |
| 1980 | Rosa Campos provinciana         |                                    |       |
| 1981 | Amada mía                       |                                    |       |
| 1981 | Angelito                        |                                    |       |
| 1981 | Elizabeth                       |                                    |       |
| 1981 | Gómez II                        |                                    |       |
| 1981 | La comadre                      | Juan Carlos Genet e Román Chalbaud |       |
| 1981 | La hija de nadie                |                                    |       |
| 1981 | Luisana Mía                     |                                    |       |
| 1981 | Luz Marina                      |                                    |       |
| 1981 | Maite                           |                                    |       |
| 1981 | Rosalinda                       |                                    |       |
| 1981 | Quiero ser                      |                                    |       |
| 1987 | Roberta                         | Delia Fiolo                        |       |
| 1988 | Señora                          | José Inácio Cabrujas               |       |
| 1989 | Fabiola                         | Delia Fiolo                        | [ 1 ] |
| 1989 | Alondra                         |                                    |       |
| 1989 | Amanda Sabater                  | Ibsen Martinez/Salvador Garmendia  |       |

## Década de 1990

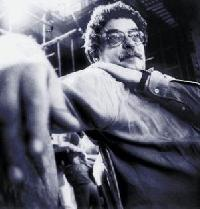
José Ignacio Cabrujas autor original de Cambio de piel.

| No. | Ano  | Título                   | Eps. | Autor                           | Ref.   |
| --- | ---- | ------------------------ | ---- | ------------------------------- | ------ |
| 1   | 1990 | Anabel                   | 56   | Perla Palenzia                  | [ 2 ]  |
| 2   | 1990 | Carmen querida           | 167  | Salvador Garmendia              | [ 3 ]  |
| 3   | 1990 | De mujeres               | 164  | Isamar Hernández                | [ 4 ]  |
| 4   | 1991 | Caribe                   | 176  | Mariela Romero                  | [ 5 ]  |
| 5   | 1991 | El desprecio             | 152  | Julio Cesar Mármol              | [ 6 ]  |
| 6   | 1992 | Kassandra                | 150  | Delia Fiallo                    |        |
| 7   | 1992 | Por estas calles         | 250  | Ibsen Martínez                  | [ 7 ]  |
| 8   | 1993 | Dulce ilusión            | 198  | Mariela Romero                  | [ 8 ]  |
| 9   | 1994 | Alejandra                | 153  | Delia Fiallo                    |        |
| 10  | 1994 | Pura sangre              | 168  | Julio César Mármol              | [ 9 ]  |
| 11  | 1995 | De oro puro              | 113  | Julio César Mármol              | [ 10 ] |
| 12  | 1995 | Amores de fin de siglo   | 133  | Leonardo Padrón                 | [ 11 ] |
| 13  | 1995 | El desafío               | 113  | Martín Hahn                     | [ 12 ] |
| 14  | 1995 | Ilusiones                | 135  | Luis Colmenares                 | [ 13 ] |
| 15  | 1996 | La inolvidable           | 120  | Humberto Olivieri               | [ 14 ] |
| 16  | 1996 | La llaman Mariamor       | 181  | Crucita Torres                  |        |
| 17  | 1996 | Los amores de Anita Peña | 180  | Carlos Pérez                    | [ 15 ] |
| 18  | 1996 | Volver a vivir           | 127  | Fausto Verdial                  | [ 16 ] |
| 19  | 1997 | Llovizna                 | 145  | José Simon Escalona             | [ 17 ] |
| 20  | 1997 | María de los Ángeles     | 113  | Julio César Mármol              | [ 18 ] |
| 21  | 1998 | Cambio de piel           | 110  | José Ignacio Cabrujas           | [ 19 ] |
| 22  | 1998 | Aunque me cueste la vida | 126  | Salvador Garmendia              | [ 20 ] |
| 23  | 1998 | Donde está el amor       | 20   | Valentina Párraga               |        |
| 24  | 1998 | Hoy te vi                | 122  | Basilio Alvarez & Laura Bottome | [ 21 ] |
| 25  | 1998 | Niña mimada              | 112  | Valentina Párraga               | [ 22 ] |
| 26  | 1998 | Reina de corazones       | 123  | Humberto Olivieri               | [ 23 ] |
| 27  | 1999 | Carita pintada           | 126  | Valentina Párraga               | [ 24 ] |
| 28  | 1999 | Luisa Fernanda           | 130  | Xiomara Moreno                  | [ 25 ] |
| 29  | 1999 | Mujer secreta            | 125  | Alidha Avila                    | [ 26 ] |

## 2000
| Título                       | Ano  | Autor                                            | Ref(s) |
| ---------------------------- | ---- | ------------------------------------------------ | ------ |
| Hay amores que matan         | 2000 | Carlos Pérez                                     | [ 27 ] |
| Mis 3 hermanas               | 2000 | Perla Farías                                     | [ 28 ] |
| Angélica Pecado              | 2000 | Martín Hahn                                      |        |
| Viva la Pepa                 | 2000 | Valentina Párraga                                |        |
| Carissima                    | 2001 | Julio Cesar Mármol                               |        |
| La soberana                  | 2001 | Xiomara Moreno                                   |        |
| A calzón quita'o             | 2001 | Carlos Pérez                                     |        |
| La niña de mis ojos          | 2001 | Alidha Ávila                                     |        |
| Juana la virgen              | 2002 | Perla Farías                                     |        |
| La mujer de Judas            | 2002 | Martín Hahn                                      |        |
| Mi gorda bella               | 2002 | Carolina Espada, Rossana Negrín                  |        |
| Trapos íntimos               | 2002 | Valentina Párraga                                |        |
| La Cuaima                    | 2003 | Carlos Pérez                                     |        |
| La Invasora                  | 2003 | Iris Dubbs                                       |        |
| ¡Qué buena se puso Lola!     | 2004 | José Manuel Peláez                               |        |
| Estrambótica Anastasia       | 2004 | Martín Hahn                                      |        |
| Negra consentida             | 2004 | Valentina Párraga                                |        |
| Mujer con pantalones         | 2004 | Tony Rodríguez                                   |        |
| Ser bonita no basta          | 2005 | César Sierra                                     |        |
| Amantes                      | 2005 | Luis Colmenares                                  |        |
| Amor a palos                 | 2005 | Martín Hahn                                      |        |
| El desprecio                 | 2006 | Julio César Mármol, Ana Carolina López           |        |
| Por todo lo alto             | 2006 | Vivel Nouel                                      |        |
| Túkiti, crecí de una         | 2006 | Ricardo Hernández Anzola                         |        |
| Y los declaro marido y mujer | 2006 | Cristina Policastro, Martín Hahn, Xiomara Moreno |        |
| Te tengo en salsa            | 2006 | Ana Teresa Sosa, Neida Padilla                   |        |
| Camaleona                    | 2007 | Carolina Espada                                  |        |
| Pura pinta                   | 2007 | Daniel Ferrer Cubillán                           |        |
| Mi prima Ciela               | 2007 | Pilar Romero                                     |        |
| Toda una dama                | 2007 | José Ignacio Cabrujas                            |        |
| La Trepadora                 | 2008 | Ricardo Hernández Anzola                         |        |
| Nadie me dirá cómo quererte  | 2008 | Martín Hahn                                      |        |
| Calle luna, Calle sol        | 2009 | Manuel Muñoz Rico, José Vicente Quintana         |        |
| Libres como el viento        | 2009 | Pilar Romero                                     |        |
| Esto es lo que hay           | 2009 | Nacho Palacios                                   |        |

### 2010–presente
Segue-se uma novela produzida pela RCTV em apoio a outras empresas desde o seu encerramento em 2007, a empresa começa a produzir projetos fora do país de forma independente.
| Título                    | Ano  | Notas |
| ------------------------- | ---- | --- |
| Que el cielo me explique  | 2010 | Produção original |
| Las Bandidas              | 2013 | Produção entre Televisa e RTI Producciones |
| La virgen de la calle     | 2014 | Produção entre Televisa e RTI Producciones |
| Piel salvaje              | 2015 | Produção original de RCTV Producciones |
| Corazón traicionado       | 2017 | Produção original da RCTV Producciones, produzida entre 2015 e 2016, mesmo sem data de estreia, a novela está totalmente gravada.                                    |
| Ellas aman, ellos mienten | 2018 | Produção original da RCTV Producciones, produzida em 2017, apesar de ser gravada e devido aos problemas atuais que a Venezuela vive, suas gravações foram suspensas. |